# Iivo Nei
Iivo Nei (ur. 31 października 1931 w Tartu) – estoński szachista, mistrz międzynarodowy od 1964 roku.

## Kariera szachowa
Był wielokrotnym mistrzem Estońskiej Socjalistycznej Republiki Radzieckiej (w latach 1951, 1952, 1956, 1960, 1961, 1962, 1974 i 1974). Pomiędzy 1960 a 1967 rokiem czterokrotnie uczestniczył w finałach indywidualnych mistrzostw Związku Radzieckiego, najlepszy wynik osiągając w 1963 roku w Leningradzie (dz. XII-XIII m. wspólnie z Jurijem Awerbachem). W 1961, 1963 i 1964 trzykrotnie zwyciężał w mistrzostwach krajów bałtyckich. Największy sukces w karierze odniósł w 1964 roku w Beverwijk, gdzie podzielił I m. (wspólnie z Paulem Keresem, przed m.in. Lajosem Portischem, Borislavem Ivkovem i Bentem Larsenem) w turnieju Hoogovens, w którym startowało kilku arcymistrzów ze ścisłej światowej czołówki. Kolejny międzynarodowy sukces odniósł w 1969 roku w Tallinnie, gdzie podzielił II m. za Leonidem Steinem, wspólnie z Paulem Keresem, a przed m.in. Eduardem Gufeldem i Aivarsem Gipslisem. W 1994 roku podzielił III m. (za Rainerem Knaakiem i Jonnym Hectorem, wspólnie z m.in. Władimirem Bagirowem) w otwartym turnieju Heart of Finland w Jyvaskyli.
W 1992 roku wystąpił w reprezentacji Estonii na drużynowych mistrzostwach Europy rozegranych w Debreczynie. W składzie reprezentacji kraju na DME znalazł się również w 1997 r., jednak nie rozegrał ani jednej partii. Od 2001 r. nie uczestniczy w turniejach klasyfikowanych przez Międzynarodową Federację Szachową.
W 1972 r. był w Reykjavíku jednym z sekundantów Borysa Spasskiego podczas jego meczu o mistrzostwo świata z Robertem Fischerem.
Według retrospektywnego systemu Chessmetrics, najwyższy ranking w karierze osiągnął w grudniu 1964 r., z wynikiem 2667 punktów zajmował wówczas 22. miejsce na świecie.

## Odznaczenia
- Order Estońskiego Czerwonego Krzyża IV Klasy – 2001[5]